# Lee Tomlin
Lee Marc Tomlin (Leicester, 12 januari 1989) is een Engels voormalig voetballer die doorgaans speelde als spits. Tussen 2005 en 2022 was hij actief voor Rushden & Diamonds, Peterborough United, Middlesbrough, Bournemouth, Bristol City, Cardiff City, Nottingham Forest, opnieuw Peterborough United, Walsall en Doncaster Rovers.

## Clubcarrière
Tomlin speelde in de jeugd van Leicester City en in 2005 maakte hij de overstap naar de opleiding van Rushden & Diamonds. De aanvaller debuteerde in oktober 2005 voor de club en werd de jongste debutant in de clubgeschiedenis. Na zijn eerste seizoen was er veel interesse van topclubs, waaronder Liverpool, dat hem een proefperiode aanbood. De club bood de toen 21-jarige aanvaller in 2010 een nieuwe verbintenis aan, maar ondanks die poging verkaste Tomlin naar Peterborough United. Met Peterborough maakte hij een promotie naar de Championship mee. Aldaar scoorde hij zijn eerste professionele hattrick, in een 7–1 winst tegen Ipswich Town. Op 31 januari 2014 tekende Tomlin bij Middlesbrough, waar hij in eerste instantie door gehuurd zou worden. Een maand later werd hij definitief overgenomen en tekende hij voor drieënhalf jaar voor Middlesbrough. Hiervan maakte hij één jaar vol.
Tomlin tekende in augustus 2015 een contract tot medio 2018 bij Bournemouth, dat in het voorgaande seizoen naar de Premier League promoveerde. Het betaalde circa 4,2 miljoen euro voor hem aan Middlesbrough. Voor Bournemouth speelde hij slechts zes competitiewedstrijden en na een halfjaar werd hij voor het restant van het seizoen verhuurd aan Bristol City. Na afloop van deze verhuurperiode nam Bristol hem definitief over en hij tekende voor drie jaar. Tomlin zou nog maar één jaar bij Bristol blijven, want in de zomer van 2017 verkaste hij naar Cardiff City. Bij die club zette de aanvaller zijn handtekening onder een verbintenis voor de duur van drie seizoenen. Tomlin verhuisde in januari 2018 op huurbasis naar Nottingham Forest voor de duur van een half seizoen. Een jaar later werd hij opnieuw voor een halfjaar verhuurd, ditmaal aan Peterborough United, waar hij tussen 2010 en 2014 onder contract stond. In oktober 2021 verliet hij Cardiff definitief. Vier maanden later tekende hij voor Walsall, tot het einde van het seizoen. Hierna werd in juli 2022 Doncaster Rovers zijn club. In oktober 2022 besloot Tomlin op drieëndertigjarige leeftijd om een punt te zetten achter zijn actieve loopbaan.

## Clubstatistieken
| Seizoen | Club                  | Competitie     | Competitie | Competitie | Beker | Beker | Internationaal | Internationaal | Totaal | Totaal |
| Seizoen | Club                  | Competitie     | Wed.       | Dlp.       | Wed.  | Dlp.  | Wed.           | Dlp.           | Wed.   | Dlp.   |
| ------- | --------------------- | -------------- | ---------- | ---------- | ----- | ----- | -------------- | -------------- | ------ | ------ |
| 2005/06 | Rushden & Diamonds    | League Two     | 21         | 0          | 5     | 0     | —              | —              | 26     | 0      |
| 2006/07 | Rushden & Diamonds    | Conference     | 25         | 4          | 2     | 0     | —              | —              | 27     | 4      |
| 2007/08 | Rushden & Diamonds    | Conference     | 33         | 1          | 4     | 0     | —              | —              | 37     | 1      |
| 2008/09 | Rushden & Diamonds    | Conference     | 41         | 8          | 0     | 0     | —              | —              | 41     | 8      |
| 2009/10 | Rushden & Diamonds    | Conference     | 36         | 14         | 2     | 1     | —              | —              | 38     | 15     |
| 2010/11 | Peterborough United   | League One     | 37         | 8          | 10    | 3     | —              | —              | 47     | 11     |
| 2011/12 | Peterborough United   | Championship   | 37         | 8          | 3     | 1     | —              | —              | 40     | 9      |
| 2012/13 | Peterborough United   | Championship   | 42         | 11         | 2     | 2     | —              | —              | 44     | 13     |
| 2013/14 | Peterborough United   | League One     | 19         | 5          | 4     | 5     | —              | —              | 23     | 10     |
| 2013/14 | Middlesbrough         | Championship   | 14         | 4          | 0     | 0     | —              | —              | 14     | 4      |
| 2014/15 | Middlesbrough         | Championship   | 45         | 8          | 5     | 2     | —              | —              | 50     | 10     |
| 2015/16 | Bournemouth           | Premier League | 6          | 0          | 4     | 1     | —              | —              | 10     | 1      |
| 2015/16 | → Bristol City        | Championship   | 18         | 6          | 0     | 0     | —              | —              | 18     | 6      |
| 2016/17 | Bristol City          | Championship   | 38         | 6          | 4     | 1     | —              | —              | 42     | 7      |
| 2017/18 | Cardiff City          | Championship   | 13         | 1          | 3     | 0     | —              | —              | 16     | 1      |
| 2017/18 | → Nottingham Forest   | Championship   | 15         | 4          | 0     | 0     | —              | —              | 15     | 4      |
| 2018/19 | Cardiff City          | Premier League | 0          | 0          | 0     | 0     | —              | —              | 0      | 0      |
| 2018/19 | → Peterborough United | League One     | 19         | 2          | 2     | 0     | —              | —              | 21     | 2      |
| 2019/20 | Cardiff City          | Championship   | 35         | 9          | 1     | 0     | —              | —              | 36     | 9      |
| 2020/21 | Cardiff City          | Championship   | 5          | 1          | 0     | 0     | —              | —              | 5      | 1      |
| 2021/22 | Cardiff City          | Championship   | 0          | 0          | 0     | 0     | —              | —              | 0      | 0      |
| 2021/22 | Walsall               | League Two     | 5          | 0          | 0     | 0     | —              | —              | 5      | 0      |
| 2022/23 | Doncaster Rovers      | League Two     | 9          | 1          | 1     | 0     | —              | —              | 10     | 1      |
| Totaal  | Totaal                | Totaal         | 513        | 101        | 52    | 16    | 0              | 0              | 565    | 114    |